# مت فارغا
مت فارغًا كتاب من تأليف تود هنري  وترجمة عمر فايد، وهو كتاب عن تطوير الذات فكرته الأساسية قائمة على إفراغ جعبتك مما فيها من إبداع قبل أن توافيك المنية. ودلل الكاتب على فكرته هذه مستشهداً بكثير من القصص الحقيقية واللطائف الذكية وشواهد من واقعنا.
صدر الكتاب بنسخته الإنجليزية في مايو عام 2013 وترجم إلى عدد من اللغات منها العربية التي صدرت الطبعة الأولى منها عن صفحة سبعة للنشر والتوزيع في أكتوبر عام 2019، وقد حقق الكتاب أعلى المبيعات وأثر في كثير من صناع الرأي في العالم العربي.  يتكون الكتاب من اثنى عشر فصلاً، ومنذ صدوره نال نجاحا منقطع النظير ويحقق أفضل المبيعات في الولايات المتحدة، كما حقق أعلى المبيعات في معرض الرياض الدولي للكتاب عند صدوره للمرة الأولى.

## نبذة عن الكتاب
في مقدمة الكتاب يشرح تود هنري كيف استلهم فكرة كتابه، فيقول أثناء حضوره اجتماع عمل عندما سأل مدير أميركي الحضور قائلا: ما هي أغنى أرض في العالم؟
فأجابه أحدهم: بلاد الخليج الغنية بالنفط.
وأضاف آخر: مناجم الألماس في إفريقيا.
فعقب المدير قائلاً: بل هي المقبرة!
نعم، إنها المقبرة هي أغنى أرض في العالم؛ لأن ملايين البشر رحلوا إليها «أي ماتوا» وهم يحملون الكثير من الأفكار القيّمة التي لم تخرج للنور ولم يستفد منها أحد.
ألهمت هذه الإجابة تود هنري لكتابة كتابه الرائع «مُت فارغاً» والذي بذل فيه قصارى جهده لتحفيز البشر بأن يفرغوا ما لديهم من أفكار وطاقات كامنة في مجتمعاتهم وتحويلها إلى شيء ملموس قبل فوات الأوان، وأجمل ما قاله تود هنري في كتابه «لا تذهب إلى قبرك وأنت تحمل في داخلك أفضل ما لديك، اختر دائماً أن تموت فارغاً». يقول باميلا سليم: «في هذا الكتاب الرهيب، يذكرنا تود بأن العالم لن يتغير بما نريد خلقه، بل سيتغير بما قمنا بإنجازه. الحياة قصيرة. تعلم كيف تموت فارغًا.»
إن كتاب مت فارغًا هو أداة للأشخاص الذين لا يرغبون في تأجيل أهم أعمالهم - ولا يقصد هنا العمل الوظيفي بل عمل حياتك القابع بداخلك - إلى الغد. ويعدد تود هنري الأشياء التي تبقينا في حالة رجوع، ثم يفصل كيفية التخلص منها وغرس ممارسات ثابتة في حياتنا تجعلنا نسير على الدرب الصحيح ونفرغ أسمى ما فينا.

## فصول الكتاب
- الفصل الأول: مت فارغًا 7
- الفصل الثاني: إسهامك 23
- الفصل الثالث: الحياة العادية المغرية 41
- الفصل الرابع: حدد معاركك 59
- الفصل الخامس: تحلى بالفضول الشديد 77
- الفصل السادس: اخرج من منطقة راحتك 103
- الفصل السابع: اعرف نفسك 129
- الفصل الثامن: تأقلم بثقة 155
- الفصل التاسع: ابحث عن صوتك 179
- الفصل العاشر: ابقَ على اتصال 197
- الفصل الحادي عشر: عش فارغًا 223
- الفصل الثاني عشر: إلى الأمام 235

## وصلات خارجية
- الكتاب المترجم على موقع صفحة سبعة للنشر والتوزيع
- مؤتمر للمؤلف حول الكتاب
- مراجعة عن الكتاب في قناة «موجز»